# Elezioni dell'Assemblea legislativa dell'oblast' di Čeljabinsk del 2020
Le elezioni dell'Assemblea legislativa dell'oblast' di Čeljabinsk del 2020 si sono tenute il 13 settembre.

## Risultati
| Liste                                                 | Proporzionale | Proporzionale | Proporzionale | Maggioritario | Maggioritario | Maggioritario | Totale seggi |
| Liste                                                 | Voti          | %             | Seggi         | Voti          | %             | Seggi         | Totale seggi |
| ----------------------------------------------------- | ------------- | ------------- | ------------- | ------------- | ------------- | ------------- | ------------ |
| Russia Unita                                          | 374.293       | 42,58         | 15            | 426.505       | 49,26         | 28            | 43           |
| Russia Giusta                                         | 130.006       | 14,79         | 5             | 181.966       | 21,02         | 2             | 7            |
| Partito Comunista della Federazione Russa             | 104.298       | 11,87         | 4             | 114.910       | 13,27         | -             | 4            |
| Partito Liberal-Democratico di Russia                 | 99.395        | 11,31         | 3             | 81.858        | 9,45          | -             | 3            |
| Partito Russo dei Pensionati per la Giustizia Sociale | 50.105        | 5,70          | 2             | N.D.          | N.D.          | N.D.          | 2            |
| Alternativa Verde                                     | 47.077        | 5,36          | 1             | N.D.          | N.D.          | N.D.          | 1            |
| Per la Verità                                         | 18.297        | 2,08          | -             | N.D.          | N.D.          | N.D.          | -            |
| Partito della Crescita                                | 14.859        | 1,29          | -             | N.D.          | N.D.          | N.D.          | -            |
| Rodina                                                | 6.283         | 0,71          | -             | N.D.          | N.D.          | N.D.          | -            |
| Indipendenti                                          | N.D.          | N.D.          | N.D.          | 3.718         | 0,43          | -             | -            |
| Totale                                                | 844.613       |               | 30            | 808.957       |               | 30            | 60           |
| Voti non validi                                       | 34.340        | 3,91          |               | 56.810        | 6,56          |               |              |
| Totale                                                | 878.953       | 100           |               | 865.767       | 100           |               |              |